# Shotokuvirae
Shotokuvirae es un reino de virus de ADN del dominio Monodnaviria establecido por el ICTV. 
Incluye todos los miembros del dominio Monodnaviria que infectan eucariotas y la mayoría son de virus de ADN monocatenario, pero también hay virus de ADN bicatenario como las familias Papillomaviridae y Polyomaviridae que evolucionaron de virus de ADN monocatenario que desarrollaron una doble cadena de ADN. Contiene 3 filos y alrededor de 18 familias.

## Taxonomía
La taxonomía establecida por el ICTV es la siguiente:
- Reino Shotokuvirae
  - Filo Cossaviricota
    - Familia Bidnaviridae
    - Familia Parvoviridae
    - Clase Papovaviricetes
      - Familia Papillomaviridae
      - Familia Polyomaviridae

  - Filo Cressdnaviricota
    - Clase Arfiviricetes
      - Familia Bacilladnaviridae
      - Familia Redondoviridae
      - Familia Smacoviridae
      - Familia Naryaviridae
      - Familia Draupnirviridae
      - Familia Oomyviridae
      - Familia Pecoviridae
      - Orden Gerdzevirales
        - Familia Gandrviridae
        - Familia Ouroboviridae

      - Orden Saturnivirales
        - Familia Kanorauviridae
        - Familia Mahapunaviridae

      - Orden Rohanvirales
        - Familia Nenyaviridae
        - Familia Adamviridae
        - Familia Kirkoviridae

      - Orden Cirlivirales
        - Familia Circoviridae
        - Familia Vilyaviridae
        - Familia Endolinaviridae

      - Orden Mulpavirales
        - Familia Anicreviridae
        - Familia Amesuviridae
        - Familia Metaxyviridae
        - Familia Nanoviridae
        - Familia Alphasatellitidae[3]

    - Clase Repensiviricetes
      - Familia Geminiviridae
      - Familia Genomoviridae
      - Familia Geplanaviridae

  - Filo Commensaviricota[4]
    - Familia Anelloviridae